# Hermine Heijermans

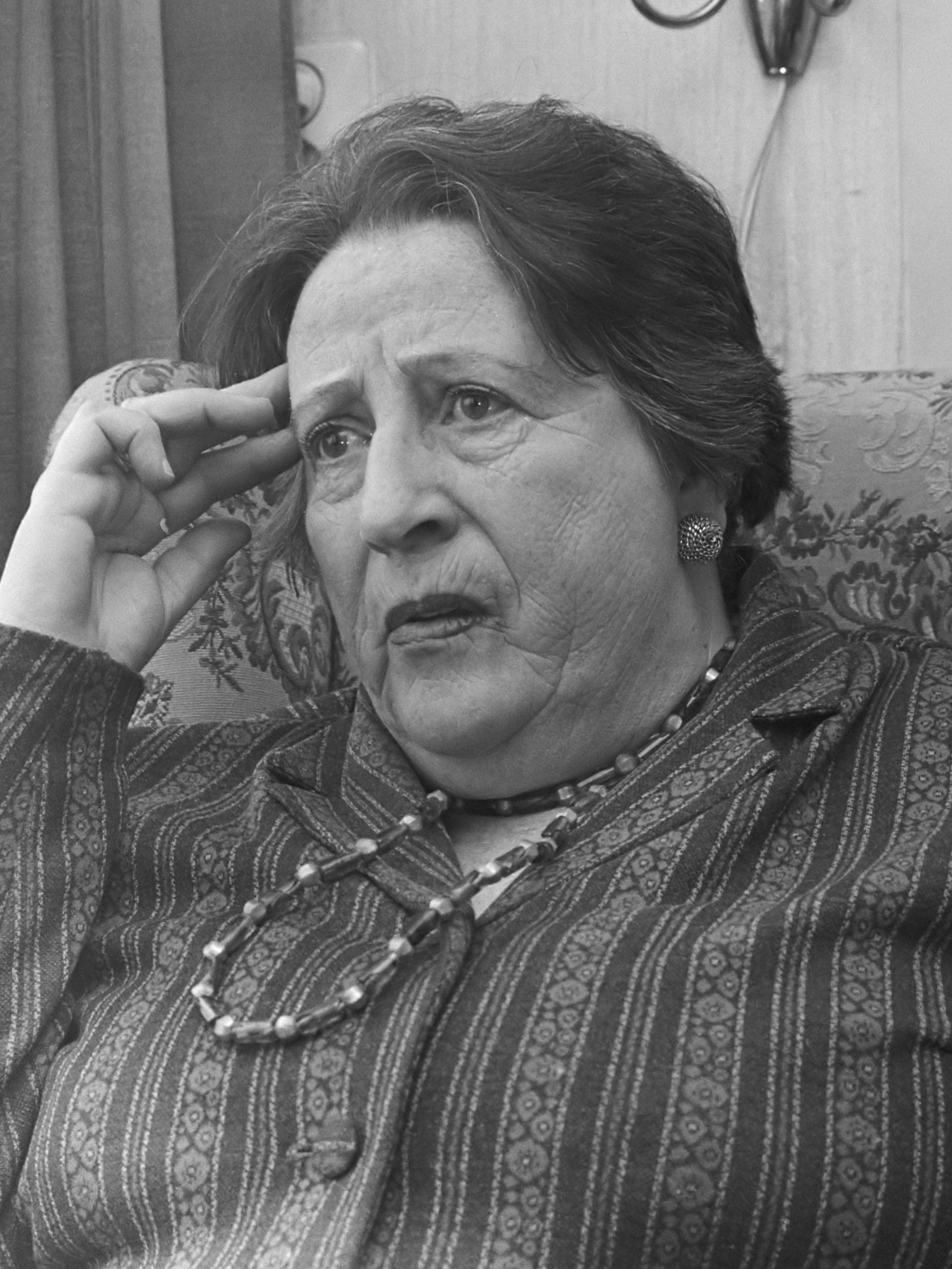
Hermine Heijermans (1970)

Hermine Marie Leendert Heijermans (* 13. September 1902 in Katwijk; † 8. August 1983 in Amsterdam) war eine niederländische Schriftstellerin, Schauspielerin und Kabarettistin.

## Leben
Hermine Heijermans war die Tochter des Schriftstellers Herman Heijermans und seiner ersten Frau Marie geb. Peers. Nach der Trennung ihrer Eltern (vor Dezember 1918) blieb sie bei ihrer Mutter. In jungen Jahren war sie kurz mit dem Schauspieler Henri Eerens verheiratet. Ab 1921 stand sie bei der väterlichen Theatergesellschaft, der N.V. De Tooneelvereeniging, auf der Bühne und nahm, mit Unterbrechungen, bis 1938 Rollen bei unterschiedlichen Ensembles an, u. a. unter Eduard Verkade und Willem Royaards. Als Schauspielerin tauchte sie häufig unter dem Namen Minny Heijermans auf. Während des Krieges als Jüdin in Lebensgefahr, erhielt sie Versteck in Bet van Beerens Kaffeehaus (und Homosexuellentreff) t' Mandje. In der Nachkriegszeit vertrat sie einige Zeit die Communistische Partij van Nederland im Amsterdammer Gemeinderat und führte eine Kabarettgesellschaft. Daneben baute sie sich einen Ruf als Journalistin und Schriftstellerin auf. Ihre Schwerpunkte hierbei waren ihr Leben mit (und im Schatten von) ihrem Vater, sowie Beziehungen und Sexualität, über die sie gemessen an der Zeit und an ihrem fortgeschrittenen Alter überraschend offen sprach. 1976 war sie Herausgeberin des Boekenweekgeschenks Snikken en smartlapjes (Schluchzer und Schnulzen), einer Gedichte- und Liedersammlung.

## Belege
1. ↑  eingeschränkte Vorschau in der Google-Buchsuche
2. 1 2 3  Gezinsblad van Hermine Marie Leendert Heijermans. In: humanitarisme.nl. Abgerufen am 27. März 2022.
3. ↑  Onderduiken in Amsterdam (1940-1945) – Historiek. In: historiek.net. Abgerufen am 27. März 2022.
4. ↑  Herman Heijermans - achtergrond - Herman Heijermans. In: hermanheijermans.nl. Abgerufen am 27. März 2022.

| Personendaten    | Personendaten                                                      |
| ---------------- | ------------------------------------------------------------------ |
| NAME             | Heijermans, Hermine                                                |
| ALTERNATIVNAMEN  | Heijermans, Hermine Marie Leendert (vollständiger Name)            |
| KURZBESCHREIBUNG | niederländische Schriftstellerin, Schauspielerin und Kabarettistin |
| GEBURTSDATUM     | 13. September 1902                                                 |
| GEBURTSORT       | Katwijk                                                            |
| STERBEDATUM      | 8. August 1983                                                     |
| STERBEORT        | Amsterdam                                                          |